# Травяная мышь
Травяная мышь, или нилотская травяная мышь (лат. Arvicanthis niloticus), — вид млекопитающих из подсемейства мышиных. Травоядная мышь ведёт дневной образ жизни. Широкораспространённый африканский вид, единственный вид рода, который содержится в неволе в качестве домашнего питомца. В Египте этот вид относят к сельскохозяйственным вредителям.

## Ареал
Обитает к югу от Сахары, встречается также на Аравийском полуострове, куда, видимо, была привнесена человеком. Широко распространена в африканской саванне от Сенегала до Судана и Эфиопии, откуда ареал простирается на юг, включая Уганду и Кению. Кроме этого, обитает в долине Нила, где в основном ареал ограничен узкой полосой заливаемой равнины. Обнаружена также в трёх изолированных горных цепях Сахары.

## Места обитания
Естественное местообитание травяной мыши — сухая и влажная саванны, субтропические и тропические влажные кустарниковые заросли, орошаемые земли, пастбища, а также сады, города, осушенные земли и сельскохозяйственные земли, подвергающиеся сезонным наводнениям.

## В медицине
Будучи в отличие от большинства грызунов дневным животным, травяная мышь служит объектом исследования циркадных ритмов.
При питании обычной лабораторной диетой, используемой для лабораторных мышей, травяные мыши развивают системную патологию схожую с метаболическим синдромом человека. У них спонтанно развивается ожирение, гипергликемия и гипертензия.

## В литературе
- В романе Виктора Гюго «Собор Парижской Богоматери» (КНИГА ПЯТАЯ. I. Abbas beati Martini):

Куактье, который поспешно приблизился к книге, не утерпел и воскликнул:

— Помилуйте! Да что же тут такого страшного? Glossa in epistolas D. Pauli. Norimbergae, Antonius Koburger, 1474. Это вещь не новая. Это сочинение Пьера Ломбара, прозванного «Мастером сентенций». Может быть, эта книга страшит вас тем, что она печатная?

— Вот именно, — ответил Клод. Погрузившись в глубокое раздумье, он стоял у стола, держа согнутый указательный палец на фолианте, оттиснутом на знаменитых нюрнбергских печатных станках. Затем он произнёс следующие загадочные слова:

— Увы! Увы! Малое берёт верх над великим; один-единственный зуб осиливает целую толщу. Нильская крыса убивает крокодила, меч-рыба убивает кита, книга убьёт здание!

Монастырский колокол дал сигнал о тушении огня в ту минуту, когда Жак Куактье повторял на ухо своему спутнику свой неизменный припев: «Это сумасшедший». На этот раз и спутник ответил: «Похоже на то!»